# 马来亚铁道91型电力动车组

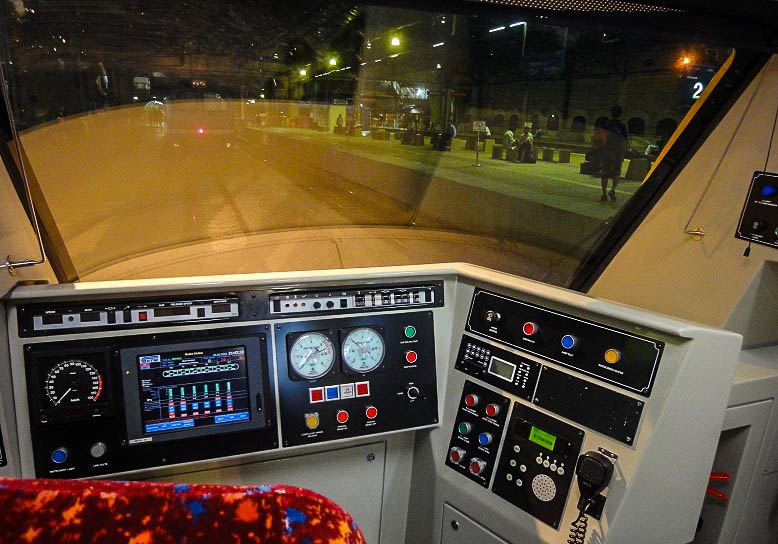
91型的控制装置

91型电力动车组是马来亚铁道的电力动车组车型之一，由韩国的现代Rotem设计制造，自2009年开始运用于吉隆坡至怡保的电动列车服务。

## 发展历史
马来亚铁道为配合即将完成的西海岸线复线电气化提速改造工程，于2007年就购置快速城际电力动车组列车展开国际招标；同年12月，日本丸红公司与马来亚铁道签订了总值2.4亿令吉（约合6,700万美元）的合同，订购5列6辆编组的91型城际电力动车组。该型电力动车组的机械部分和总体组装由韩国的现代Rotem负责，而牵引系统等电气部分则由日本三菱电机公司提供。
首列91型电力动车组于2009年12月交付马来亚铁道，其余4组列车随后在2010年2月经巴生港运抵马来西亚。2009年12月15日在吉隆坡车站举行了启动仪式及向公众展示，馬來西亞交通部部长、马来亚铁道公司董事长及总裁、日本驻马来西亚大使等均出席了仪式。2010年8月，91型电力动车组正式开始担当吉隆坡至怡保的电动列车服务。

## 技术特点
91型电力动车组是适用于25千伏50赫兹单相交流电气化铁路的动力分散式列车，列车标准编组形式为“四动二拖”的6辆编组，由2辆带司机室的控制动车（Mc）、2辆中间动车（M）、2辆带受电弓的中间拖车（Tp）组成。每组列车包含两个基本动力单元，每“二动一拖”共3节车厢作为一个单元，动力单元按“Mc+Tp+M”方式编组。
列车采用具有流线型外观的不锈钢车体，每节车厢设有两对电动塞拉门。客室内采用“2+2”的座位布置方式，整列列车共设有350个座位，另外附带2个轮椅停放空间。每组列车的2号和5号车厢设有标准卫生间和残疾人卫生间，而4号车厢则设有小型餐吧区。每节车厢内安装了两个闭路电视摄像头，以便司机监视任何一节车厢内的情况。车厢内外均设有显示目的地的LED显示屏，客室内设有播放娱乐节目的液晶显示器，座椅旁边亦设有240伏特电源插座供乘客使用。此外，列车还提供免费的无线网络连接。
列车的牵引系统由日本三菱电机提供，牵引主电路采用交—直—交流电传动，中间拖车安装了受电弓和单相主变压器等电气设备，动力车安装了IGBT-VVVF牵引变流装置、三相交流异步牵引电动机等电气设备。

## 图片

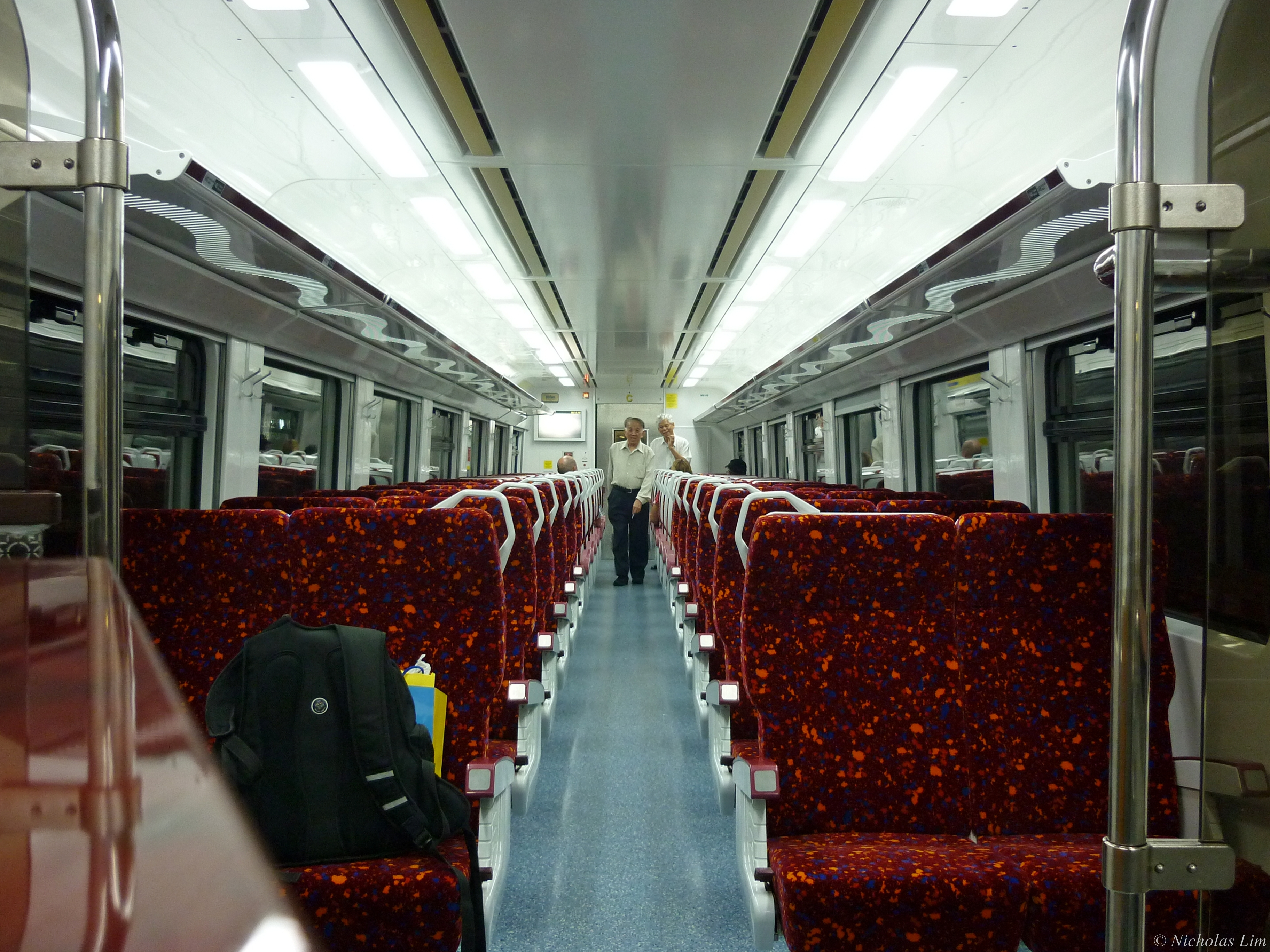
电动列车内部
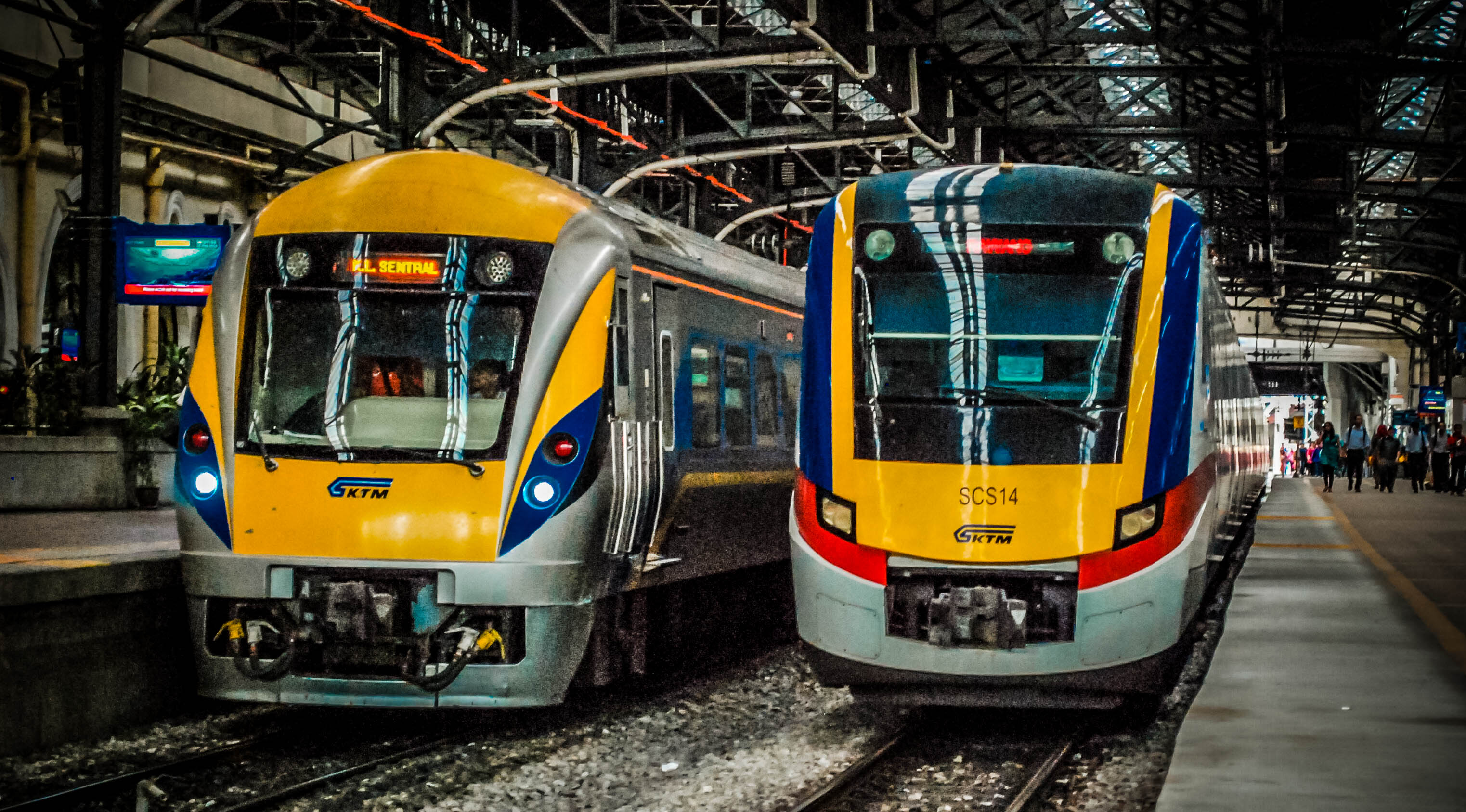
在吉隆坡火车总站里的91型（左）和92型（右）
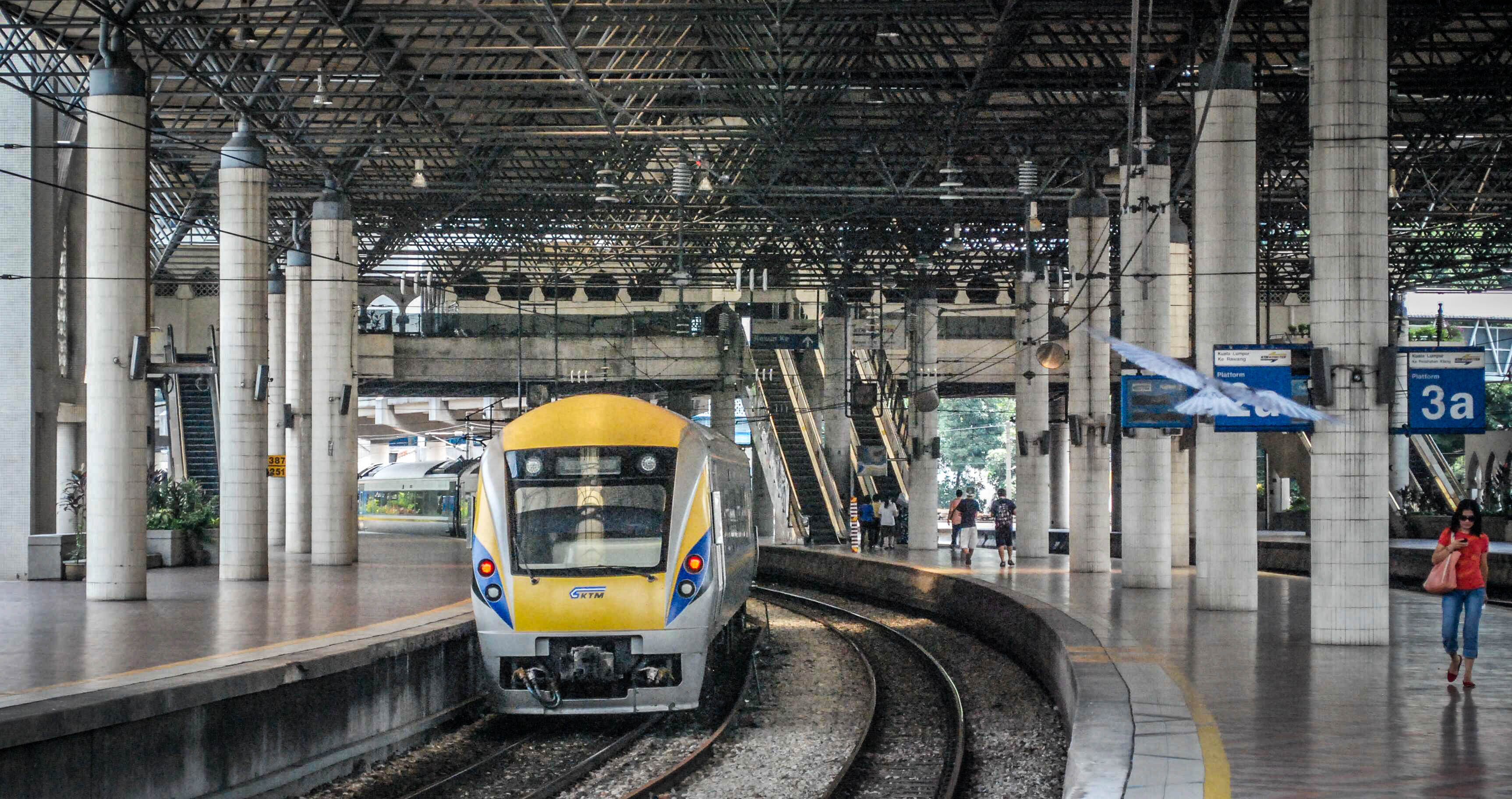
在吉隆坡火车总站里的91型

## 参看
- KTM电动列车服务
- KTM通勤铁路
- 马来西亚铁路运输